# Colegiul Agricol din Târgu Mureș
Colegiul Agricol "Traian Săvulescu" din Târgu Mureș (în maghiară Traian Săvulescu Mezőgazdasági Szakközépiskola) este una din cele mai însemnate unități de învățământ agricol din România. Insitituția funcționează într-o clădire istorică construită după planurile transilvaniste arhitectului Károly Kós. În anul școlar 1992-1993, a fost sărbătorit semicentenarul școlii.

## Istoric
Clădirea colegiului a fost construită pe locul terenului unde se afla capela romano-catolică Sfântul Ioan Nepomuk⁠(hu)[traduceți], vândută în 1940. Colegiul, construit după planurile transilvaniste a arhitectului Károly Kós, a fost înființat în 1942 ca “Școală medie de agricultură”.
În 1945 s-a transformat în "Liceul Tehnic Agricol", pentru ca în anii să se numească 1946 – 1947 Școala Medie de Agricultură. În anii 1947 – 1948 a funcționat ca "Școala Medie Tehnică Agricolă", denumire dată în urma reformei învățământului din 1948, care a pregătit tehnicieni agronomi, funcționând cu 8 clase.
Dinn 1950, pe lângă Școala Tehnică Agricolă a început să funcționeze și un nou profil, cel de școală tehnică zootehnică.
În 1952 devine "Grup Școlar Agricol", pregătind elevi în profilurile: agricol, zootehnic și veterinar.
În 1955 s-a transformat în "Centrul Școlar Agricol Tg. Mureș" care includea și "Școala Profesională" cu diferite profile, precum și "Școala Tehnică de Maiștri Zootehniști și Veterinari". 
În 1956 s-a transferat la Tg. Mureș și "Școala Profesională" din Miercurea Ciuc, astfel că în 1956, pe lângă profilele existente, s-a mai înființat și cel de mecanici agricoli.
În 1962 instituția revine la veche denumire de "Școală Tehnică Agricolă" – cu durata studiilor de 4 ani având profilele: agricol, horticol, veterinar și contabilitate agricolă, unde se pregăteau numai cadre tehnice.
Din 1966 funcționează sub titulatura "Liceul Agricol Tg. Mureș" cu specialitățile: agronomie, veterinar, zootehnie și contabilitate agricolă, precum și merceologie.
Din 2004 poartă numele botanistului Traian Săvulescu.